# Rookie (EP)
Pour les articles homonymes, voir Rookie (homonymie).
Albums de Red Velvet
Russian Roulette
(2016) The Red Summer
(2017)
Singles
1. Rookie
2. Little Little
3. Happily Ever After
4. Talk To Me
5. Body Talk
6. 마지막 사랑 (Last Love)

Rookie est le quatrième mini-album du girl group sud-coréen Red Velvet. Il est sorti le 1er février 2017 sous SM Entertainment.
L'EP fait suite à Russian Roulette, sorti en 2016. Il se compose de six pistes, dont Rookie.
Le mini album a été un succès commercial, en étant en tête du Gaon Album Chart et du Billboard's World Albums.

## Contexte et sortie
Le 20 janvier 2017, un représentant de SM Entertainment a révélé que les Red Velvet se préparent pour un comeback en février. Quatre jours plus tard, le premier lot d'extraits a été diffusé sur le site officiel de la SM Entertainment et sur leur compte officiel Instagram, la date de sortie étant indiquée sur l'une des photos.
Les membres ont brièvement discuté de leur prochain album qui se révèle être un extended play sur l'application Naver, V Live,.

## Composition
Billboard a décrit la chanson titre Rookie comme étant un « single pop-funk s'inspirant d'une musicalité non conventionnelle des Red Velvet en combinant un parlé-chanté discret et des battements de synthé avant de se jeter dans un crochet pour un refrain mielleux ». La chanson a été composée par Jamil 'Digi' Chammas, Leven Kali, Sara Forsberg, Karl Powell, Harrison Johnson, Russell Steedle, MZMC, Otha 'Vakseen' Davis III et Tay Jasper avec les paroles de Jo Yoon-kyung et a été produite par The Colleagues.
Little Little est une chanson pop de R&B composée par Gifty Dankwah & Bruce Fielder et a été écrit par JQ, Jo Min-yang de Makeumine Works et Park Sung-hee de Jam Factory. Happily Ever After est une chanson de danse-pop composée par Sebastian Lundberg, Fredrik Haggstam, Johan Gustafsson, Courtney Woolsey et Deez avec les paroles de Song Carrot de Jam Factory. "Talk To Me" est une chanson au tempo moyen composée par Kervens Mazile, Annalise Morelli, Alina Smith & Mats Ymell et a été écrit par Lee Seu-run de Jam Factory. "Body Talk" est une chanson pop de R&B écrite par Sebastian Lundberg, Fredrik Haggstam, Johan Gustafsson et Ylva.Dimberg avec les paroles de Misfit & Jo Yoon-kyung. La dernière piste "마지막 사랑 (Last Love)" est un solo de Wendy avec un arrangement par Don Spike. C'est un remake d'une ballade romantique d'Eco de leur troisième album qui a été publié en 1999.

## Promotions
Quelques heures avant la sortie du clip et de l'album, le groupe est apparu sur une diffusion en direct à travers l'application Naver 'V Live' où ils ont promu et discuté à propos de l'album. Le groupe a interprété la chanson pour la première fois dans l'émission Music Bank de KBS le 3 février 2017 et est apparu également dans le Show! Music Core et l'Inkigayo et se produit dans The Show, le Show Champion et le M Countdown la semaine suivante. Les Red Velvet ont aussi participé à l'émission d'Arirang, After School Club, le 7 février.

## Vidéoclip
Le clip de Rookie est « psychédélique » pour le Billboard et PopCrush. Tandis que PopCrush l'a comparé à une version K-pop de Le Lion, la Sorcière blanche et l'Armoire magique, Billboard l'a décrit comme un mélange à la fois de « Candyland et de Yellow Submarine »,.
La chanson a été chorégraphiée par Ryu So-hee et la danseuse et chorégraphe japonaise Rino Nakasone qui a chorégraphié pour d'autres artistes de SM Entertainment tels que les TVXQ, SNSD et SHINee. Selon les membres, c'est leur chorégraphie la plus difficile à ce jour.

### Synopsis
La vidéo présente les membres de Red Velvet comme des artistes « recrues » sur une pièce de théâtre. Après que les membres ont inhalé une mystérieuse fumée rose par Joy, une série de scénarios aléatoires et amusantes se déroule où les membres tentent de poursuivre une mascotte en fleurie dans un « pays des merveilles » tout en portant des tenues colorées variées, telles que des robes bleues et blanches comme celle d'Alice et à un certain point on peut voir les membres s'envoler dans des vaisseaux spatiaux. La vidéo musicale se termine aussi comme une pièce de théâtre avec les membres sortant de la scène.

## Réception et performance commerciale
Billboard a appelé la chanson titre Rookie un « morceau de danse sur un air funk excentrique, avec un air obsédant inoubliable du crochet ». Tandis que Chester Chin du The Star pensait que «Rookie» était la chanson la plus faible de l'album, il applaudit pour le reste de l'album et a noté que le groupe a finalement trouvé l'équilibre parfait entre leur son Red et Velvet, quelque chose qu'il croyait que le groupe avait du mal avec. Il a commenté que c'était le bon mélange « de mielleux et de sophistiqué » avec ses numéros pop amusants et ses ballades sincères. Selon le The Korea Herald, les chansons de Red Velvet sont connues pour être « étranges la première fois, mais addictifs plus tard » et "Rookie" n'échappe pas à la règle.
Rookie est entré au sommet du Gaon Album Chart sur l'édition du 20 janvier au 4 février 2017. La piste titre a également figuré à la 4e place du Gaon Singles Chart et est passée à la 3e place une semaine plus tard. Les cinq autres morceaux de l'album sont également classés. L'album a été au sommet du World Albums Chart de Billboard et a été classé à la 21e place du Heatseekers Album Chart, également de Billboard. Le groupe a remporté son premier trophée de l'émission de musique The Show le 7 février et plus tard sur Show Champion, M! Countdown, Music Bank et Inkigayo pendant deux semaines consécutives.

## Liste des pistes
| 1.    | Rookie                                  | Jo Yoon-kyung                                                      | - Jamil 'Digi' Chammas - Leven Kali - Sara Forsberg - Karl Powell - Harrison Johnson - Russell Steedle - MZMC - Otha 'Vakseen' Davis III - Tay Jasper | - The Colleagues - Jamil 'Digi' Chammas | 03:17 |
| 2.    | Little Little                           | - JQ - Jo Min-yang (Makeumine Works) - Park Sung-hee (Jam Factory) | - Gifty Dankwah - Bruce Fielder |                                         | 3:59  |
| 3.    | Happily Ever After                      | 송캐럿 (Jam Factory)                                               | - Sebastian Lundberg - Fredrik Haggstam - Johan Gustafsson - Courtney Woolsey - Deez                                                                  |                                         | 03:21 |
| 4.    | Talk To Me (처음인가요)                 | Lee Seu-ran (Jam Factory)                                          | - Kervens Mazile - Annalise Morelli - Alina Smith - Mats Ymell - Vicente Castro - Justin Matias                                                       |                                         | 03:32 |
| 5.    | Body Talk                               | - Misfit - Jo Yoon-kyung                                           | - Sebastian Lundberg - Fredrik Haggstam - Johan Gustafsson - Ylva.Dimberg                                                                             |                                         | 03:39 |
| 6.    | 마지막 사랑 (Last Love) (Solo de Wendy) | Lee Hyun-kyu                                                       | Park Geun-tae | Don Spike                               | 4:54  |
| 22:42 |                                         |                                                                    | |                                         |       |

## Classements

### Classements hebdomadaires
| Classement (2017)         | Meilleure position |
| ------------------------- | ------------------ |
| Japon (Oricon)            | 43                 |
| Corée du Sud (Gaon)       | 1                  |
| US Billboard World Albums | 1                  |

## Récompenses et nominations

### Sur les émissions musicales
| Chanson       | Programme                 | Date            |
| ------------- | ------------------------- | --------------- |
| Rookie        | Music Bank (KBS)          | 3 février 2017  |
| Rookie        | Music Bank (KBS)          | 10 février 2017 |
| Rookie        | Music Bank (KBS)          | 17 février 2017 |
| Rookie        | Music Bank (KBS)          | 24 février 2017 |
| Rookie        | Show! Music Core (MBC)    | 4 février 2017  |
| Rookie        | Show! Music Core (MBC)    | 18 février 2017 |
| Rookie        | Show! Music Core (MBC)    | 25 février 2017 |
| Rookie        | Inkigayo (SBS)            | 5 février 2017  |
| Rookie        | Inkigayo (SBS)            | 12 février 2017 |
| Rookie        | Inkigayo (SBS)            | 19 février 2017 |
| Rookie        | Inkigayo (SBS)            | 26 février 2017 |
| Rookie        | The Show (SBS MTV)        | 7 février 2017  |
| Rookie        | Show Champion (MBC Music) | 8 février 2017  |
| Rookie        | Show Champion (MBC Music) | 15 février 2017 |
| Rookie        | M! Countdown (Mnet)       | 9 février 2017  |
| Rookie        | M! Countdown (Mnet)       | 16 février 2017 |
| Rookie        | M! Countdown (Mnet)       | 23 février 2017 |
| Little Little | Music Bank (KBS)          | 3 février 2017  |
| Little Little | Show! Music Core (MBC)    | 4 février 2017  |
| Little Little | Inkigayo (SBS)            | 5 février 2017  |

## Historique de sortie
| Région       | Date             | Format                     | Label                      | Réf.   |
| ------------ | ---------------- | -------------------------- | -------------------------- | ------ |
| Mondial      | 1er février 2017 | Téléchargement digital     | SM Entertainment           | [ 19 ] |
| Corée du Sud | 1er février 2017 | CD, téléchargement digital | SM Entertainment, KT Music | [ 20 ] |